# Dalbert Henrique
Dalbert Henrique Chagas Estevão, dit Dalbert Henrique, né le 8 septembre 1993 à Barra Mansa (État de Rio de Janeiro) au Brésil, est un footballeur brésilien qui joue à l'América Mineiro.

## Biographie

### Débuts au Brésil
Fils du diplomate franco-brésilien Thiago Dalbert et né le 8 septembre 1993 à Barra Mansa dans l'État de Rio de Janeiro, il est formé dans les clubs brésiliens du Fluminense FC puis du CR Flamengo.

### Académico de Viseu FC
En janvier 2014, il rejoint le vieux continent et s'engage avec le club professionnel portugais de l'Académico de Viseu FC en deuxième division portugaise. Il aura joué 45 matchs et marqué 2 buts avec l'Académico de Viseu FC.

### Vitoria SC
Auteur de bonnes performances (45 matchs, 4 buts), il s'engage ensuite en faveur du Vitoria SC, club de première division portugaise, le 1er juillet 2015. Avec le Vitoria SC, il dispute en tout 25 matchs en championnat sans inscrire de but.

### OGC Nice
Le 8 juillet 2016, un accord de principe est trouvé entre le Vitoria Guimarães et l'OGC Nice pour le transfert du joueur. Le 13 juillet 2016, le club confirme la venue de Dalbert Henrique pour un transfert avoisinant les 2 M€. Il participe au premier match amical de l'OGC Nice contre la Servette Genève (1-1). Titulaire au sein du club de l'OGC Nice, il prend part au total à 40 matchs sous le maillot du Gym.

### Inter Milan
Un an après son arrivée, alors que le club n'est pas vendeur, le joueur manifeste son intérêt pour rejoindre l'Inter Milan. Le club italien le recrute ainsi pour 5 ans durant le mercato estival le 9 août 2017, après de longues tractations avec les dirigeants Niçois. Le transfert rapporte la somme de 20 M€ à l'OGC Nice, soit la plus grosse vente enregistrée par le club niçois.

#### Prêt à l'ACF Fiorentina
Le 29 août 2019, Dalbert Henrique est prêté pour une saison sans option d'achat à l'ACF Fiorentina ou il dispute au total 34 matchs sans inscrire de but.

#### Prêt au Stade rennais FC
Le 3 octobre 2020, Dalbert Henrique est prêté une saison avec option d'achat au Stade rennais FC. Il débarque en Bretagne pour pallier l'absence de Faitout Maoussa, absent plusieurs semaines à cause d'une blessure à la cheville. Le 4 novembre 2020, lors de la rencontre de Ligue des Champions face à Chelsea, il provoque deux penalties et se fait exclure (défaite 3-0) avant la mi-temps. Ne convaincant ni sportivement, ni dans l'état d'esprit, il voit Adrien Truffert le devancer dans la hiérarchie.

#### Prêt à Cagliari
Le 21 juillet 2021, Dalbert Henrique est prêté pour une saison avec option d'achat à Cagliari Calcio, assorti d'une option d'achat.

### Retour au Brésil au SC Internacional puis au Sportdo Recife
Le 6 septembre 2023, le SC Internacional annonce l'arrivée de Dalbert Henrique.

## Statistiques
| Saison                | Club                    | Championnat           | Championnat | Championnat | Coupe nationale | Coupe nationale | Coupe de la Ligue | Coupe de la Ligue | Supercoupe | Supercoupe | Compétition(s) continentale(s) | Compétition(s) continentale(s) | Compétition(s) continentale(s) | Total | Total |
| Saison                | Club                    | Division              | M.          | B.          | M.              | B.              | M.                | B.                | M.         | B.         | Comp.                          | M.                             | B.                             | M.    | B.    |
| 2013-2014             | Académico de Viseu      | LigaPro               | 4           | 0           | -               | -               | -                 | -                 | -          | -          | -                              | -                              | -                              | 4     | 0     |
| 2014-2015             | Académico de Viseu      | LigaPro               | 35          | 1           | 1               | 0               | 5                 | 1                 | -          | -          | -                              | -                              | -                              | 41    | 2     |
| Sous-total            | Sous-total              | Sous-total            | 39          | 1           | 1               | 0               | 5                 | 1                 | -          | -          | -                              | -                              | -                              | 45    | 2     |
| 2015-2016             | Vitória SC              | Liga NOS              | 25          | 0           | 1               | 0               | 1                 | 0                 | -          | -          | -                              | -                              | -                              | 27    | 0     |
| Sous-total            | Sous-total              | Sous-total            | 25          | 0           | 1               | 0               | 1                 | 0                 | -          | -          | -                              | -                              | -                              | 27    | 0     |
| 2016-2017             | OGC Nice                | Ligue 1               | 33          | 0           | 1               | 0               | -                 | -                 | -          | -          | C3                             | 4                              | 0                              | 38    | 0     |
| 2017-2018             | OGC Nice                | Ligue 1               | -           | -           | -               | -               | -                 | -                 | -          | -          | C1                             | 2                              | 0                              | 2     | 0     |
| Sous-total            | Sous-total              | Sous-total            | 33          | 0           | 1               | 0               | -                 | -                 | -          | -          | -                              | 6                              | 0                              | 40    | 0     |
| 2017-2018             | Inter Milan             | Serie A               | 13          | 0           | 1               | 0               | -                 | -                 | -          | -          | -                              | -                              | -                              | 14    | 0     |
| 2018-2019             | Inter Milan             | Serie A               | 11          | 0           | 1               | 1               | -                 | -                 | -          | -          | C1                             | -                              | -                              | 12    | 1     |
| Sous-total            | Sous-total              | Sous-total            | 24          | 0           | 2               | 1               | -                 | -                 | -          | -          | -                              | -                              | -                              | 26    | 1     |
| 2019-2020             | ACF Fiorentina (prêt)   | Serie A               | 31          | 0           | 3               | 0               | -                 | -                 | -          | -          | -                              | -                              | -                              | 34    | 0     |
| Sous-total            | Sous-total              | Sous-total            | 31          | 0           | 3               | 0               | -                 | -                 | -          | -          | -                              | -                              | -                              | 34    | 0     |
| 2020-2021             | Stade rennais FC (prêt) | Ligue 1               | 13          | 0           | 1               | 0               | -                 | -                 | -          | -          | C1                             | 4                              | 0                              | 18    | 0     |
| Sous-total            | Sous-total              | Sous-total            | 13          | 0           | 1               | 0               | -                 | -                 | -          | -          | -                              | 4                              | 0                              | 18    | 0     |
| Total sur la carrière | Total sur la carrière   | Total sur la carrière | 165         | 1           | 9               | 1               | 6                 | 1                 | -          | -          | -                              | 10                             | 0                              | 190   | 3     |